# John Willie

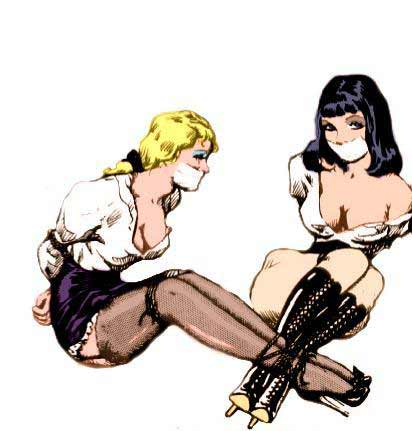
Damsels in distress. Illustration för Bizarre av John Willie.

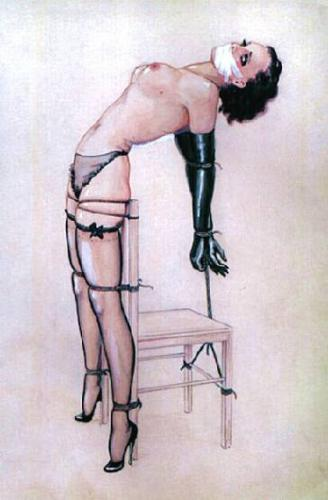
Chairtied.

John Alexander Scott Coutts, född 9 december 1902 i Singapore, död 5 augusti 1962 i Guernsey, mer känd som John Willie, var en konst- och fotopionjär inom fetischkulturen. Han föddes i Singapore men växte upp i England. 
Han flyttade till Sydney på 1930-talet där han började arbeta som illustratör och fotograf åt en fetischklubb. Han gifte sig 1942 med Holly Faram, en av sina modeller.
Willie flyttade till New York i mitten av 1940-talet där han gav ut fetischmagasinet Bizarre mellan åren 1946 och 1959. Bizarre kom ut i sammanlagt 20 nummer och innehöll förutom Willies teckningar, målningar och fotografier också annan erotica i form av noveller och läsarbrev. Bland modellerna som figurerade i magasinet fanns hans fru och Bettie Page.
Han skrev och tecknade också fetischserien The Adventures of Sweet Gwendoline.
1960 flyttade han till Hollywood, Kalifornien, för att fortsätta sitt arbete, men fick en hjärntumör 1961 och flyttade hem till England där han dog 1962.
Willie har inspirerat många tecknare och konstnärer, som till exempel Gene Bilbrew, Eric Stanton, Steve Ditko, Will Eisner och Karl Backman. Steve Ditko och Eric Stanton har också båda tecknat egna versioner av Willies skapelse The Adventures of Sweet Gwendoline.